# Paterno Calabro
Paterno Calabro è un comune italiano di 1 342 abitanti della provincia di Cosenza in Calabria. Il territorio si dispone su un profilo altimetrico compreso tra 449 e 1194 metri sul livello del mare ed è collocato nell'area geografica delle Serre Cosentine.

## Storia

### Simboli
Lo stemma e il gonfalone sono stati concessi con decreto del presidente della Repubblica del 23 gennaio 1973.
Il gonfalone è un drappo partito di bianco e di azzurro.

## Monumenti e luoghi d'interesse

### Santuario di San Francesco di Paola
Fu fondato dall'omonimo santo nel 1444 e terminato molto probabilmente nel 1477. Qui il santo soggiornò a lungo e da qui partì il 2 febbraio 1483 alla volta della Francia per obbedire all'ordine del papa Sisto IV al quale si era rivolto il re Luigi XI, ammalato, per chiedere l'intervento del taumaturgo paolano. San Francesco non fece più ritorno in Italia, e visse fino al 2 aprile 1507  a Tours, dove morì all'età di 91 anni.
Fanno parte dell'intero complesso: la chiesa, il convento, l'oratorio, il chiostro, la grotta della penitenza. Sorge a 660 metri sul livello del mare.

### Il chiostro
Il chiostro ha sei archi ogivali per lato, poggianti su altrettante colonne. Nei corridoi, da un lato, si trovano 31 lunette che rappresentano episodi di rilievo della vita del santo; dall'altro busti di religiosi Minimi, vissuti nella prima metà del XVII secolo. Mancano i nomi degli artisti.

## Società

### Evoluzione demografica
Abitanti censiti

## Cultura
A Paterno Calabro sono nati:
- Nicola Misasi (1850-1923), scrittore e giornalista;
- Maurizio Quintieri (1884-1975), musicista;
- Francesco La Neve (1933-1986), medico sociale della Juventus Football Club dal 1965 al 1986.

## Amministrazione
| Sindaco                    | Inizio mandato | Fine mandato | Lista        | Coalizione |  |
| -------------------------- | -------------- | ------------ | ------------ | ---------- |  |
| Carmelino Franco Caputo    | 1985           | 2004         | DC           | Centro     |  |
| Achille Francesco Esposito | 2004           | 2008         | Lista civica |            |  |
| Carmelino Franco Caputo    | 2008           | 2013         | Lista civica |            |  |
| Luca Papianni              | 2013           | in carica    | Lista civica |            |  |